# The Faceless
I The Faceless sono un gruppo musicale technical death metal statunitense, formatosi ad Encino (California) nel 2005 da un'idea del chitarrista Michael Keene e del bassista Brandon Giffin.
Dopo avere pubblicato nel novembre del 2006 il loro album di debutto Akeldama, il gruppo partecipa ad un tour con band come Necrophagist, Decapitated, Nile e The Black Dahlia Murder. Successivamente il batterista Brett Batdorf lascia la band, che aggiunge poi Lyle Cooper al loro formazione.
I Faceless pubblicano il loro secondo album Planetary Duality nel novembre del 2008, debuttando al numero 119 della classifica Billboard 200.
Nel gennaio 2009 il gruppo annuncia un tour nord americano con i Meshuggah ed i Cynic e nel mese seguente è partito un altro tour in Nordamerica con i Cannibal Corpse, i Neuraxis e gli Obscura.

## Formazione

### Formazione attuale
- Michael "Machine" Keene  − chitarra, voce
- Justin McKinney − chitarra
- Brandon Giffin − basso
- Bryce Butler − batteria
- Ken "Sorceron" Bergeron − voce

### Ex componenti
- Geoffrey Ficco − voce
- Wes Hauch − chitarra
- Evan Brewer − basso
- Alex Rudinger − batteria
- Derek "Demon Carcass" Rydquist - voce
- Jeff Ventimiglia - voce
- Steve Jones - chitarra
- Brett Batdorf - percussioni
- Nick Pierce - percussioni
- Elliott Sellers - percussioni
- Marco Pitruzzella - percussioni
- Navene Koperweis - percussioni
- Michael Sherer - tastiere

## Discografia

### Album in studio
- 2006 – Akeldama
- 2008 – Planetary Duality
- 2012 – Autotheism
- 2017 – In Becoming a Ghost

### Demo
- 2006 – Nightmare Fest